# Vatteluttu-Alphabet

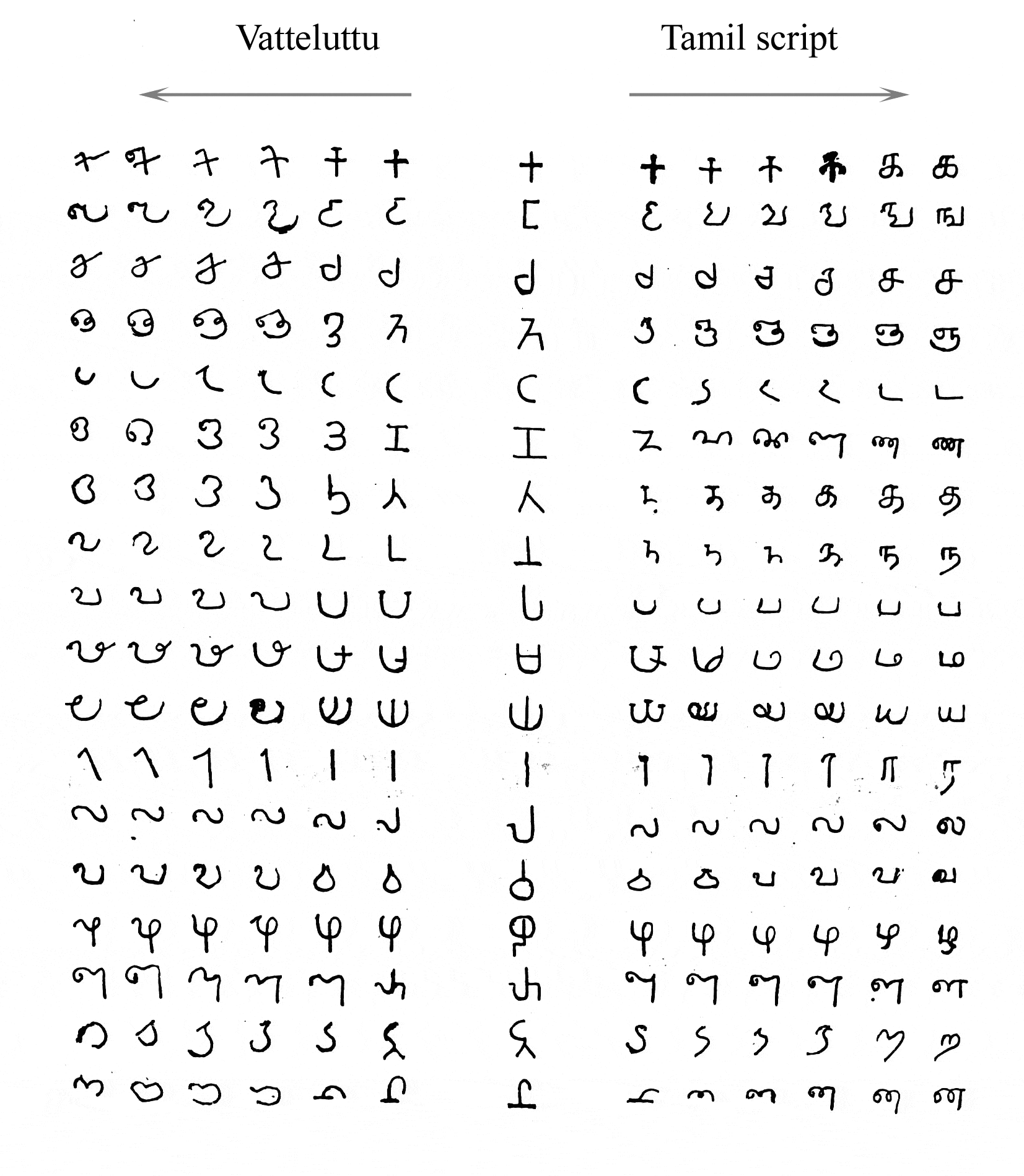
Vatteluttu-Schrift (links) und Tamil-Schrift (rechts)

Das Vatteluttu-Alphabet, auch Vattezhutthu-Alphabet (Tamil வட்டெழுத்து vaṭṭeḻuttu; Malayalam വട്ടെഴുത്ത് vaṭṭeḻuttŭ) genannt, ist ein Schriftsystem Abugida-Ursprungs der alten tamilischen Bevölkerung Südindiens.

## Geschichte
Das Vatteluttu-Alphabet war vom 6. bis zum 14. Jahrhundert in Gebrauch. Entwickelt aus dem Tamil-Brahmi gehört Vatteluttu neben der modernen Grantha-Schrift, welche von der Pallava-Schrift abstammt, und der de facto Tamil-Schrift, zu den fünf (exkl. Grantha) bzw. sechs wichtigsten Alphabeten, die von den Tamilen entwickelt wurden, um die tamilische Sprache (exkl. Grantha) zu schreiben.